# Plage naturiste de Sainte-Rose
La plage naturiste de Sainte-Rose est une plage de sable ocre située au sud de Sainte-Rose, en Guadeloupe.

## Description
La plage naturiste de Sainte-Rose, longue de 250 m, se situe au sud de Sainte-Rose, entre la pointe du Morne Rouge et le Gros Cap. 
Difficile d'accès, il faut emprunter un chemin de randonnée pour s'y rendre. À partir de la plage de Tillet, il faut continuer la piste pendant environ 700 m puis bifurquer sur la gauche par une descendre abrupte. En venant de la plage du Vieux-Fort, il faut emprunter la piste pendant environ 450 m et tourner dans une descente abrupte sur la droite. Il y a possibilité d'emprunter par la route nationale 2 des chemins adjacents mais les emplacements pour garer les véhicules sont limités et dangereux. 
Attention, contrairement à ce qu'indiquent de nombreux sites internet, la plage de Tillet n'est pas la plage naturiste et le naturisme y est interdit. 

## Histoire
En décembre 2014 un touriste d'une cinquantaine d'années y est blessé grièvement par balle par trois individus cherchant à le voler.